# Richland (Mississipi)
Richland és una població dels Estats Units a l'estat de Mississipi. Segons el cens del 2000 tenia 6.027 habitants.

## Demografia
Segons el cens del 2000, Richland tenia 6.027 habitants, 2.303 habitatges, i 1.688 famílies. La densitat de població era de 190,3 habitants per km².
Dels 2.303 habitatges en un 37,5% hi vivien nens de menys de 18 anys, en un 54,8% hi vivien parelles casades, en un 13,4% dones solteres, i en un 26,7% no eren unitats familiars. En el 21,8% dels habitatges hi vivien persones soles el 6,8% de les quals corresponia a persones de 65 anys o més que vivien soles. El nombre mitjà de persones vivint en cada habitatge era de 2,62 i el nombre mitjà de persones que vivien en cada família era de 3,05.
Per edats la població es repartia de la següent manera: un 27,3% tenia menys de 18 anys, un 9,8% entre 18 i 24, un 33,6% entre 25 i 44, un 20,1% de 45 a 60 i un 9,3% 65 anys o més.
L'edat mediana era de 32 anys. Per cada 100 dones de 18 o més anys hi havia 94 homes.
La renda mediana per habitatge era de 38.996 $ i la renda mediana per família de 44.800 $. Els homes tenien una renda mediana de 32.377 $ mentre que les dones 22.700 $. La renda per capita de la població era de 17.574 $. Entorn del 8,3% de les famílies i el 10,4% de la població estaven per davall del llindar de pobresa.

## Poblacions més properes
El següent diagrama mostra les poblacions més properes.